# Oggetto surrealista

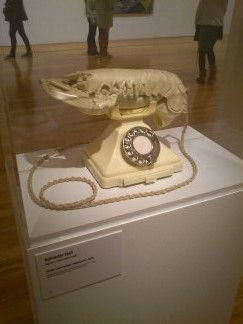
Salvador Dalí, Telefono con cornetta a forma di astice, 1936

Gli oggetti surrealisti sono forme dell'espressione artistica e letteraria con le quali i surrealisti hanno rielaborato in maniera originale la tradizione precedente ed attribuito un particolare significato simbolico ad oggetti appartenenti alla quotidianità. Si tratta di opere realizzate con la composizione di frammenti di immagini reali, accostati e combinati per creare nuove realtà.
L'oggetto designa sia l'opera, sia la tecnica con cui l'opera è stata eseguita. Se pure non di diretta invenzione surrealista, le particolari realizzazioni rendono preponderante l'apporto dei surrealisti nella sua elaborazione.
Nell'articolo Objects surréalistes, pubblicato nel 1931 su Le Surréalisme au service de la révolution, Salvador Dalí sostiene la necessità di considerare gli oggetti quale forma artistica a sé stante.
Gli oggetti surrealisti comprendono qualsiasi tipo di oggetto a cui l'artista abbia assegnato un significato peculiare, indipendentemente dallo scopo originario per il quale tale oggetto era stato prodotto. La tematizzazione, ossia "l'inserimento dell'oggetto usuale in uno spazio onirico" è la caratteristica comune a tutti gli oggetti surrealisti, dei quali sancisce la specificità.

## Definizione

### Inquadramento generale
Dal XX secolo gli artisti sviluppano una "vasta ed acuta sensibilizzazione" nei confronti dell'oggetto, che assume contorni precisi quando "lo sguardo voglia distinguere, mettere a fuoco qualche aspetto parziale, facendolo emergere dall'anonimia dell'ambiente circostante".
Per ottenere tale scopo molti artisti si avvalgono della tecnica dell'assemblage, attraverso cui "le nozioni e le forme degli oggetti strappate dai contesti abituali" vengono "accostate ad altre nozioni e forme solitamente ben distanti", imponendo l'oggetto "all'occhio con una nuova forza". All'interno dell'assemblage si colloca la "tecnica dell'ingrandimento, della dilatazione dei particolari", che vengono in tal modo posti in evidenza senza più ricorso alla "distanza prospettica".
Quando anche, tuttavia, l'artista avverta la necessità di ricorrere alla prospettiva, non lo fa più nella maniera tradizionale: lo spazio prospettico viene trasformato in un "atto discrezionale", "uno tra i possibili modi di vedere l'oggetto", sul quale grava "una nota costante di precarietà che lo rende spettrale" e metaforicamente "onirico". Anche il ricorso alla "via sintattica e prospettica", infatti, è tale da "concedere agli oggetti una libertà di manifestazione che non sia per nulla inferiore a quella consentita dall'asintattismo dell'assemblage", che per sua natura non impone sintassi né punti di vista privilegiati.
Sul piano giuridico, alcuni Paesi si sono posti il problema del diritto d'autore sulle opere realizzate con l'inserimento di oggetti quotidiani rielaborati in maniera artistica. Nel Regno Unito, ad esempio, il Copyright, Designs and Patents Act (CDPA) del 1988 non le comprende, o non le inquadra in categorie ben definite, qualora l'artista sia vivente o deceduto da meno di settant'anni. Per il CDPA i ready-made vengono tutelati da copyright soltanto se concepiti come sculture o come collage sulla tela; la giurisprudenza britannica riporta vari casi che testimoniano l'incertezza dei giudici nei confronti della tutela di assemblage di "oggetti trovati" e la propensione a ricondurre anche le installazioni nella categoria delle opere scultoree. In Italia le opere sono tutelate dall'art. 2 della L. 22 aprile 1941, n. 633, in materia di "Protezione del diritto d'autore e di altri diritti connessi al suo esercizio", con riferimento anche alle "opere del disegno industriale che presentino di per sé carattere creativo e valore artistico", in cui sono stati inclusi i ready-made.

### I surrealisti e l'oggetto
Se pure nel Dizionario abbreviato del surrealismo del 1938 André Breton, alla voce «Oggetto», fornisce "una definizione molto articolata degli oggetti surrealisti", manca una vera e propria teoria surrealista dell'oggetto, che viene trattato dallo stesso Breton più che altro a livello tematico. I testi che Breton dedica all'argomento sono soprattutto la Situation surréaliste de l'objet (Situazione surrealista dell'oggetto, 1935) e la Crise de l'objet (Crisi dell'oggetto, 1936). Nel primo viene posta l'enfasi sull'ambivalenza dell'oggetto, in cui è possibile anche scorgere il ricongiungimento dell'espressione letteraria con l'arte plastica. Nel secondo la ricerca di un possibile ricongiungimento viene estesa ai vari campi della conoscenza. Nel secondo, inoltre, Breton lamenta l'eccessiva "volontà d'oggettivazione" che riporta l'oggetto surrealista di origine onirica "a corrispondenze insospettate" con i "calcoli più precisi della geometria nello spazio".
Nella Situation surréaliste de l'objet Breton specifica che utilizzando "l'espressione oggetto surrealista" intende il termine oggetto "nel suo senso filosofico più esteso", e non soltanto per indicare "una specie di piccola costruzione non scultorea" cui manca una "designazione più appropriata". In effetti tali realizzazioni non possono essere propriamente incluse né nell'ambito dell'artigianato, né in quello della creazione plastica, tanto che Breton stesso, in Le Surréalisme et la peinture (Il surrealismo e la pittura), le confina in uno "spazio singolare" intitolato Environs, intendendo "luoghi eccentrici, periferici del surrealismo e delle sue pratiche specifiche". Tuttavia non di rado l'oggetto viene trasformato senza sforzo in scultura, e se "tradizionalmente, la differenza sta nella natura dell'oggetto, talvolta utilitario, talvolta decorativo, mentre la scultura, per principio, è arte", i confini si annullano quando l'oggetto corrisponde alla necessità "di fondare una 'fisica della poesia'."
Si può trattare di "oggetti trovati" o di "oggetti fabbricati", che si differenziano non nella propria natura, interscambiabile, bensì nel tipo di rapporto con l'artista. Tale tematizzazione deriva dalla "tradizione che ha già riconosciuto nell'oggetto l'elemento di una rottura decisiva"; l'oggetto può essere utilizzato sia singolarmente al di fuori di un contesto preciso, sia insieme ad altri all'interno di una composizione ottenuta ad esempio attraverso il collage o l'assemblage.
In generale collage ed assemblage sono le tecniche favorite dagli artisti della trasformazione dell'immagine. In particolare il collage è basato sulla differenziazione dei materiali, e sottintende il rischio di una rottura, mentre l'assemblage esprime soprattutto il desiderio di unità. Mentre il legame tra le parti del collage è talora blando, talora serrato, visibile o invisibile, l'assemblage talvolta insiste sulla disparità totale degli elementi, in una sorta di mescolanza universale dei linguaggi, talvolta, al contrario, sulla loro segreta ed inedita somiglianza.
Negli oggetti surrealisti la giustapposizione sorprendente di oggetti non correlati viene utilizzata per creare un senso non tanto di irrealtà, quanto di una realtà fantastica ma plausibile al di fuori della quotidianità.

## Storia

### Le origini dell'oggetto nell'arte
A partire dal momento in cui gli artisti ricercano un nuovo rapporto d'integrazione fra il quadro ed il mondo, le frontiere fra esteriorità ed interiorità vengono cancellate. L'opera aspira ad una totalità che persegue in modi differenti, sia eliminando i propri limiti, sia invadendo lo spazio, sia mescolandosi ad altre opere.
I movimenti di avanguardia degli inizi del XX secolo sono infatti caratterizzati dalla volontà di uscire dagli schemi, che si traduce per cubisti e futuristi nella ricerca di una nuova composizione dello spazio al fine di oltrepassare i limiti "naturali" della figura e della spazialità; tale ricerca accomuna le personalità artistiche più disparate, come De Chirico, Boccioni, Picasso o Duchamp, che tra il 1911 ed il 1915 la realizzano ciascuna a modo proprio. Il panorama artistico funge da coagulante, e la volontà di uscire dagli schemi della tradizione si perpetua nel tempo, oltre i confini del secolo stesso.
Boccioni, nel Manifesto tecnico della scultura futurista del 1912, sostiene l'importanza del rovesciamento del concetto di spazio: l'ambiente diviene parte del blocco plastico nella pittura come nella scultura. Futuristi e cubisti realizzano ciò che impressionisti e divisionisti hanno avvertito, ossia il fatto che non esiste soluzione di continuità nello spazio. Di conseguenza le produzioni artistiche di quegli anni veicolano il senso dell'unicità, della fusione fra gli oggetti, le forme, le figure e gli sfondi.
La capacità combinatoria, come già affermato da Galilei, richiede necessariamente la rielaborazione di immagini e di oggetti esistenti nel mondo reale, anche quando evoca il sogno. Fin dal Rinascimento gli artisti si rendono conto che per ritrarre l'interiorità è necessario il ricorso agli oggetti. Parallelamente il titolo inizia ad essere integrato nell'opera in quanto è in grado di suggerire legami fra gli oggetti rappresentati: funzione pienamente adottata dagli artisti delle avanguardie dell'inizio Novecento, in particolare dai pittori metafisici e dai surrealisti. Il titolo, che per Ernst va apposto solo ad opera compiuta quale modo per definirla, "è la prima interpretazione verace: da quel momento l'immagine viene come fissata e non può più cambiare, mentre seguitano a cambiare le interpretazioni".
L'assemblage nasce dall'associazione di frammenti ai quali viene conferita un'unità attraverso l'opera d'arte, che ne garantisce la coesione nel tempo. Prima ancora di essere un'elaborazione tridimensionale che dà vita ad un oggetto, l'assemblage è un'operazione linguistica basata sull'associazione, sconosciuta fino a quel momento presso le arti figurative, e destinata in seguito a trovare applicazione attraverso tecniche e metodi espressivi nuovi. L'idea della reificazione indotta dall'assemblage comporta un processo di rottura che impone nuovi criteri per comprendere la realtà: la decomposizione degli spazi e dei ritmi, innovazione tale da essere equiparata all'invenzione della prospettiva. A questa nuova concezione della composizione viene associata la rappresentazione dell'oggetto, che entra fisicamente a far parte dell'opera d'arte.

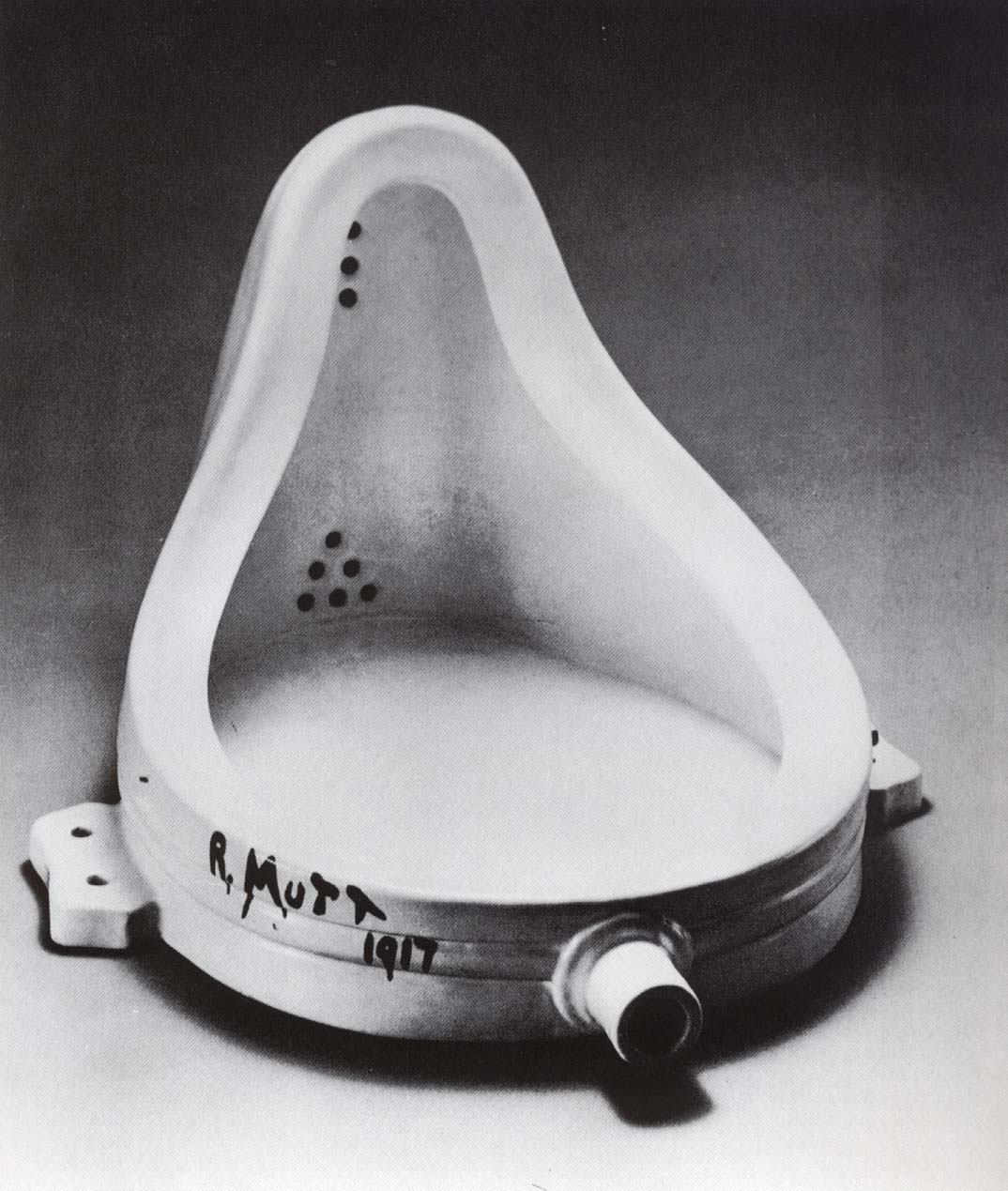
Marcel Duchamp, Fontana (ready-made), 1916-1917

Tale rivoluzione si svolge all'interno di un contesto artistico che già da tempo ha infranto la restrizione della coerenza in ambito narrativo, storico, religioso e naturalista. Il distacco dal realismo è stato fortemente influenzato dall'esperienza del simbolismo e di quella parte di decadentismo letterario che esalta l'arte e l'artificio a scapito della natura, di cui Maldoror e Des Esseintes sono i frutti. Di questo nuovo mondo ricreato, l'artista è l'unico demiurgo, l'unico intermediario possibile per la creazione di una nuova bellezza che deve sorgere dalle associazioni più insolite, come "l'incontro fortuito di una macchina da cucire e di un ombrello sopra un tavolo di dissezione". Del resto già in Baudelaire si trova l'accostamento dell'inaspettato e della sorpresa all'idea della bellezza.
Nei quadri di De Chirico l'assemblage rende una logica interna degli oggetti che rievoca il disorientamento e lo sradicamento dell'ultima epoca romantica e simbolista di artisti quali Odilon Redon, Arnold Böcklin e Max Klinger; l'atmosfera sospesa, onirica, "metafisica" che ne risulta suscita l'ammirazione di André Breton. Accanto al sogno, fonte privilegiata d'ispirazione con il suo linguaggio cifrato ed enigmatico, nell'opera di De Chirico si avverte la percezione acuta del contrasto tra antico e moderno già avvertita da Baudelaire. A differenza degli artisti futuristi e cubisti, che deframmentano la realtà, la pittura di De Chirico propone gesti classici, e ritrae oggetti che le associazioni trasformano in segni universali.
Per Kurt Schwitters, l'autore per eccellenza di collage e di assemblage, «la scelta, la disposizione e la deformazione dei materiali» sono gli strumenti attraverso i quali l'artista esprime la propria creatività, "giocando" con le cose. Mentre i futuristi colgono gli oggetti non quando questi stanno per essere gettati nella pattumiera, bensì nel momento in cui trionfano sulla strada, Schwitters integra i materiali al processo della creazione, impregnandoli di tutta l'ironia dadaista.
Picasso utilizza l'assemblage perfino attraverso il proprio studio, che fotografa più volte. Le immagini ricordano alcuni quadri cubisti dipinti da Picasso stesso.
Comune a Picasso, a Braque, ai dadaisti come Hans Arp e Kurt Schwitters, l'impiego degli oggetti trova una nuova interpretazione nel ready made attraverso cui Marcel Duchamp stravolge ironicamente e provocatoriamente "il senso e la funzione dell'oggetto". L'oggetto non è più "eletto alla dignità dell'arte", bensì trasformato in strumento per disattendere le aspettative e disorientare, privo tuttavia di sottintesi simbolici.

### La rielaborazione dei surrealisti
Nei ready-made di Duchamp "il ruolo risemantizzante è affidato alla pura e semplice scelta d'un oggetto qualsiasi ed alla sua violenta disambientazione". Prima ancora di unirsi al movimento surrealista, Duchamp definisce gli "oggetti trovati" quali oggetti dotati di una propria "carica espressiva, demistificatoria, blasfema" indipendentemente dalla loro bellezza e dal loro essere legati alle mode. I ready-made di Duchamp rappresentano "uno svolgimento assai poco banale del principio di banalità": in essi "il fatto collettivo diviene l'esemplare unico - l'esempio". I ready-made di Duchamp, così come i collage di Ernst, "rappresentano gli esempi più radicalmente estremi, collimanti con le prospettive di negazione, di 'anti-arte', indicate da Tzara.
Il surrealismo, movimento dalle origini molto varie e nel quale confluiscono artisti di diversa formazione ed estrazione, raccoglie gli esempi del passato producendo assemblage la cui lontana origine è nelle collezioni delle meraviglie del XVI e XVII secolo. I surrealisti inoltre colgono gli spunti ricevuti dalle avanguardie del primo Novecento, e li trasformano: "all'agitazione gestuale e provocatoria di Dada, al macchinismo futurista, al geometrismo cubista, il surrealismo opporrà una tematizzazione onirica e fantasmatica dell'oggetto, un modo di appropriazione attinente al registro simbolico". L'oggetto surrealizzato è sia preda sia veicolo del rapporto dell'artista con la realtà esterna.

Nella Situation surréaliste de l'objet Breton riporta il commento di Max Ernst sulla metafora utilizzata dal poeta francese Lautréamont nei Canti di Maldoror per descrivere la bellezza, paragonata a quell'"incontro fortuito su un tavolo di dissezione di una macchina da cucire e di un ombrello", che ha dato origine all'archetipo dell'oggetto surrealista, collegato alla retorica dell'eros:
(Max Ernst, citato da André Breton in Situation surréaliste de l'objet)
Di conseguenza la creazione degli oggetti deriva dallo "sfruttamento dell'incontro fortuito di due realtà distanti su di un piano non consono", procedimento utilizzato da quasi tutti i surrealisti nelle varie espressioni artistiche.
Nel Primo Manifesto Breton specifica che la funzione primaria dell'oggetto è quella di "evocare il meraviglioso [il merveilleux] di una certa epoca" sostituendosi o identificandosi ad esso, dal momento che "il meraviglioso non è lo stesso in tutte le epoche". Per i surrealisti infatti l'arte è "una manifestazione positiva del Meraviglioso" e insieme alla poesia produce "espressioni di qualcosa di esterno e di diverso" come fosse "un amuleto magico", tanto che Breton propone l'oggetto surrealista come "realizzazione pratica e concreta del desiderio".
Breton sostiene che, a seconda del modo in cui si guardano, è possibile "cogliere la miticità degli oggetti"; in seguito anche Claude Lévi-Strauss ha messo in evidenza il "carattere mitico degli oggetti".
Così come la scrittura automatica in Breton si avvale di immagini elevate, analogamente gli oggetti sono raffinati e rari, in quanto espressi da un linguaggio che nell'interpretazione bretoniana è dotato della stessa natura materna e rassicurante dell'inconscio.
Eppure la scrittura automatica, soggetta all'inevitabile scontro con le regole imposte dalle convenzioni letterarie, entra in crisi nel momento in cui il primo gruppo surrealista subisce una frattura alla fine degli anni venti. Il cambiamento che ne consegue, ossia la trasposizione "del merveilleux nella sfera del quotidiano", è interpretato in maniera differente dai vari esponenti del movimento: per Breton è un'amplificazione, per Dalí un rovesciamento dei canoni precedenti.
Dalí in particolare definisce tale mutazione quale "concretizzazione dell'irrazionale", quale "passaggio a una «poetica d'azione» come alternativa al discorso idealista del primo surrealismo", che inaugura il ricorso agli "oggetti trovati" ed agli "oggetti fabbricati". Dalí, Giacometti e lo stesso Breton danno avvio alla stagione della costruzione degli oggetti, che fra il 1935 ed il 1936 "diviene un 'fenomeno' culturale di un certo rilievo". Parallelamente "si impone l'idea di esposizione-creazione", e non a caso è questa l'epoca delle due grandi esposizioni di Londra e di Parigi, in cui gli oggetti sono protagonisti. Alla base, la "tematica del doppio".
Luogo d'elezione per la quantità di oggetti eterogenei e fuori dalla logica del mercato è il Marché aux puces, di cui Breton tratta in Nadja e ne L'Amour fou. Breton stesso fotografa e colleziona immagini degli assemblage involontari sui banchi del mercato e lungo le vie di Parigi. Gli oggetti subiscono una risemantizzazione: il cucchiaio del Marché aux puces muta sia la propria destinazione, sia il proprio significato.

### L'influenza del surrealismo
Oltre alla tradizione surrealista diretta, le sollecitazioni del surrealismo raggiungono "i movimenti più rappresentativi dell'arte mondiale". Gli oggetti possono venire utilizzati in maniera diversa e cominciare in tal modo una nuova vita; in alternativa c'è la loro trasformazione in rifiuti, sui quali in seguito la Pop art americana sviluppa la propria ricerca espressiva.
Tale tendenza è stata portata alle estreme conseguenze negli anni sessanta dagli esponenti della Junk Art, ed in particolare da Robert Rauschenberg, che ha introdotto nelle opere l'utilizzo di materiali extra artistici. I rifiuti urbani infatti hanno "un contenuto sovversivo" in quanto glorificano "tutto ciò che è privo di valore, messo al bando e spregevole". Si differenziano tuttavia dagli "oggetti poetici dei surrealisti" in quanto non mirano "a scandalizzare per la loro incongruità; il loro significato associativo [è] proposto in sordina e minimizzato", ed il riferimento è soprattutto al breve "ciclo di vita di oggetti appartenenti alla nostra cultura" della società consumistica.
Jasper Johns, contemporaneo di Rauschenberg, ripropone sul piano pittorico e scultoreo il problema linguistico e logico derivato dall'analisi semiotica dei ready-made di Duchamp, nei quali l'oggetto presenta se stesso realizzando in sé "l'identità tra la cosa e il nome, tra sguardo e linguaggio". Tale operazione viene portata "ai limiti estremi del trompe-l'œil" dagli artisti dell'iperrealismo come John De Andrea.
Il New Dada statunitense di Rauschenberg e Johns implica continuità nella tradizione dell'assemblage, ma si distacca dall'utopistica fiducia nelle forme geometriche che sottintendono il "sogno costruttivo" implicito nelle avanguardie di inizio secolo. Gli oggetti quotidiani non vengono più sublimati ma accumulati insieme ai propri simili.
Con Claes Oldenburg l'oggetto entra "nel contesto dell'arte come oggetto di nuovo conio, prima di essere travolto dal ciclo del consumo e trasformato da oggetto d'uso in oggetto di scarto", ma di fatto "senza una precisa funzione" e quindi "oltraggioso", con il ricorso alla "tecnica dell'ingrandimento di oggetti rifatti con la cura meticolosa del trompe-l'œil. I dipinti a scomparti di James Rosenquist sono collegati "alla voluta confusione del surrealismo"; in generale, la Pop art costituisce "il punto di arrivo" di quella operazione tecnica ma contemporaneamente sintomo di rottura con la tradizione, di derivazione rimbaudiana, che sta alla base di tutte le espressioni artistiche novecentesche legate agli oggetti, iniziata già nei primi anni dieci del Novecento dai pittori cubisti che incorporano nei quadri oggetti o frammenti di essi.
Nel 2014 una mostra intitolata Il Surrealismo e l’oggetto, con oltre duecento opere esposte presso il Centre Pompidou di Parigi, ha ripercorso l'evoluzione dell'utilizzo degli oggetti da parte dei surrealisti, la collocazione storica della sua origine e la sua influenza su altre correnti artistiche.

## Caratteristiche e tipologie
La manifestazione del merveilleux può avvenire attraverso vari tipi di forme espressive; Breton stesso nel Manifesto del 1924 afferma che "nessun mezzo è designato a priori": la pittura, la scultura, gli oggetti e "l'ampio ventaglio di tecniche collaterali" che possono rientrare nel dominio grafico testimoniano la "illimitata libertà strumentale surrealista".
Ciò che conta per Breton è infatti il "rapporto con l'alterità o un suo segno". Tale rapporto sottintende "una contraddizione che non è tipica del surrealismo, ma in esso trova il suo luogo mitico esemplare": ossia la contraddizione "tra totalità e frammentarietà, che polarizza tutta la cultura moderna occidentale, ed è da riconnettere alla crisi del sistema hegeliano".
Per Breton l'oggetto è coinvolto dal testo in un continuo processo di metamorfosi che avviene a livello semantico, mentre le regole del linguaggio restano intatte, scongiurando in tal modo "il disordine e l'oscurità". A differenza ad esempio di Joyce, il cui linguaggio finisce per diventare a tratti incomprensibile, in Breton il linguaggio è il mezzo e non il fine per l'espressione.
Gli oggetti surrealisti sono privi di valenza estetica: "sono oggetti qualsiasi", che "prescindono volutamente dall'aspetto estetico" a favore della "decontestualizzazione dell'oggetto" e della "imposizione dell'etichetta artistica su un oggetto che fino a quel momento non aveva valenza artistica". Altri, viceversa, come ad esempio la Testa di toro di Picasso, contengono una "componente spiccatamente estetica". Picasso, pur ricorrendo all'ironia, resta nell'estetica, mentre Duchamp le si oppone. "L'attaccapanni e il portabottiglie di Duchamp, la Venere coi cassetti di Dalí, l'uomo con la gabbia nel torace di Magritte, e altri mille esempi, sono tutti casi in cui un oggetto viene tolto dal suo ambito normale e riproposto in maniera" da suscitare nuove immagini e metafore, ossia in modo tale da diventare "oggetto artistico con una nuova valenza dovuta a questa sua recontestualizzazione."
Anche se non è tanto la tipologia di un oggetto, quanto la surrealizzazione che ne viene fatta, a distinguere dagli altri l'oggetto surrealista, Breton considera quest'ultimo una classe a parte, a propria volta dotata di suddivisioni interne. Nella Situation surréaliste de l'objet distingue oggetti onirici, oggetti a funzionamento simbolico, oggetti reali e virtuali, oggetti mobili e muti, oggetti fantomatici, oggetti trovati, ludici, d'affezione e così via. Un'ulteriore categoria è quella della poesia-oggetto, ed altre sono state aggiunte da surrealisti diversi, in particolare Dalí, che introduce per primo gli oggetti a funzionamento simbolico nel suo Catalogo di oggetti surrealisti pubblicato sul numero di dicembre 1931 del Surréalisme au service de la révolution. Nel catalogo Dalí propone anche gli "oggetti transustanziati (di origine affettiva), gli oggetti da proiettare (di origine onirica), gli oggetti avvolti (le fantasie diurne), gli oggetti-macchine (fantasie sperimentali) e gli oggetti modellati (di origine ipnagogica)".
Un altro esempio di suddivisioni è indicato nel sottotitolo della Esposizione surrealista di oggetti, tenutasi a Parigi nel 1936: "oggetti matematici - naturali - trovati e interpretati - mobili - irrazionali - oggetti d'America e d'Oceania".
A parte alcuni oggetti "cinetici", che con Duchamp e Man Ray preludono la produzione di film, le realizzazioni ottenute attraverso varie forme espressive hanno principalmente le seguenti tipologie: manichini, scatole surrealiste, installazioni, quadri-oggetti, libri-oggetti e poesie-oggetti.

### Manichino
Ai primi manichini dipinti da De Chirico nel 1914 "si richiamano gli artisti che rielaborano il corpo umano". Con i manichini De Chirico attribuisce al genere umano ciò che Breton definisce «una struttura che esclude qualsiasi carattere individuale e lo riporta a un'armatura e a una maschera»; il manichino tipico della pittura metafisica di De Chirico e di Carrà prefigura quello dei surrealisti.

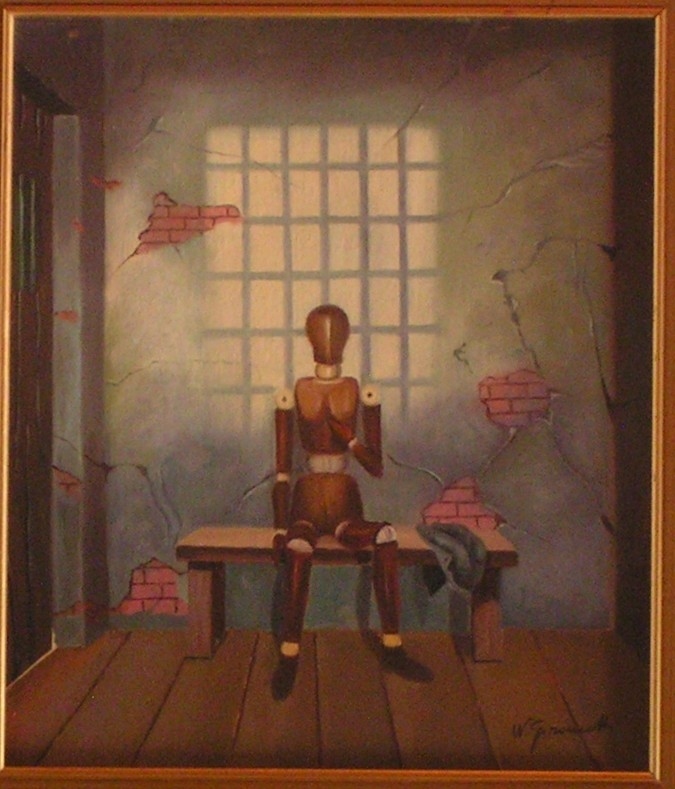
William Girometti, In attesa di giudizio, 1973

"Il Manifesto surrealista del 1924 presenta il manichino come uno degli oggetti più propizi a provocare la 'meraviglia', a far nascere quel sentimento di straniamento ispirato a Sigmund Freud dalla scoperta della bambola automa del racconto L'uomo della sabbia di Hoffmann".
Particolare è lo smembramento del corpo umano effettuato da Bellmer, che Jacques Lacan ha commentato in questo modo: «Il corpo è paragonabile a una frase che ci inviti a disarticolarla, affinché si ricompongano attraverso una serie infinita di anagrammi i suoi contenuti veri». "Oggetto ludico", nel senso di "gioco-lavoro", La bambola di Bellmer è "un corpo oggetto da montare, da smontare" e rimontare "senza mai permettere un recupero simbolico". È stata pubblicata sulla rivista Minotaure nel 1934,  come una serie di immagini che rappresentano una figura femminile dalle membra disarticolate. La "fantasia combinatrice" viene riportata da Bellmer anche in molte opere grafiche.
Nel corso dell'esposizione surrealista a Parigi nel 1938 sono stati esposti numerosi manichini. In particolare il Taxi pluvieux (Taxi piovoso, un'auto vera contenente due manichini flagellati da un acquazzone) di Dalí ed i manichini della Via surrealista ad opera di vari artisti: Max Ernst, Marcel Duchamp, Man Ray, Joan Miró, Hans Arp, Wolfgang Paalen, Marcel Jean, Óscar Domínguez, Yves Tanguy, Kurt Seligmann, Roberto Matta, Maurice Henry, Léo Malet, oltre allo stesso Dalí. La mostra, oltre a sancire la posizione dominatrice dell'oggetto "su ogni altra realizzazione plastica", promuove il manichino "al livello d'opera d'arte".
Sulla scia del surrealismo, i "manichini 'illusionistici' dell'iperrealismo" denunciano il "carattere irriducibilmente illusorio" della realtà: "così la figura di donna" di De Andrea "non è una donna, come non è una pipa la pipa disegnata da Magritte".

### Scatola surrealista

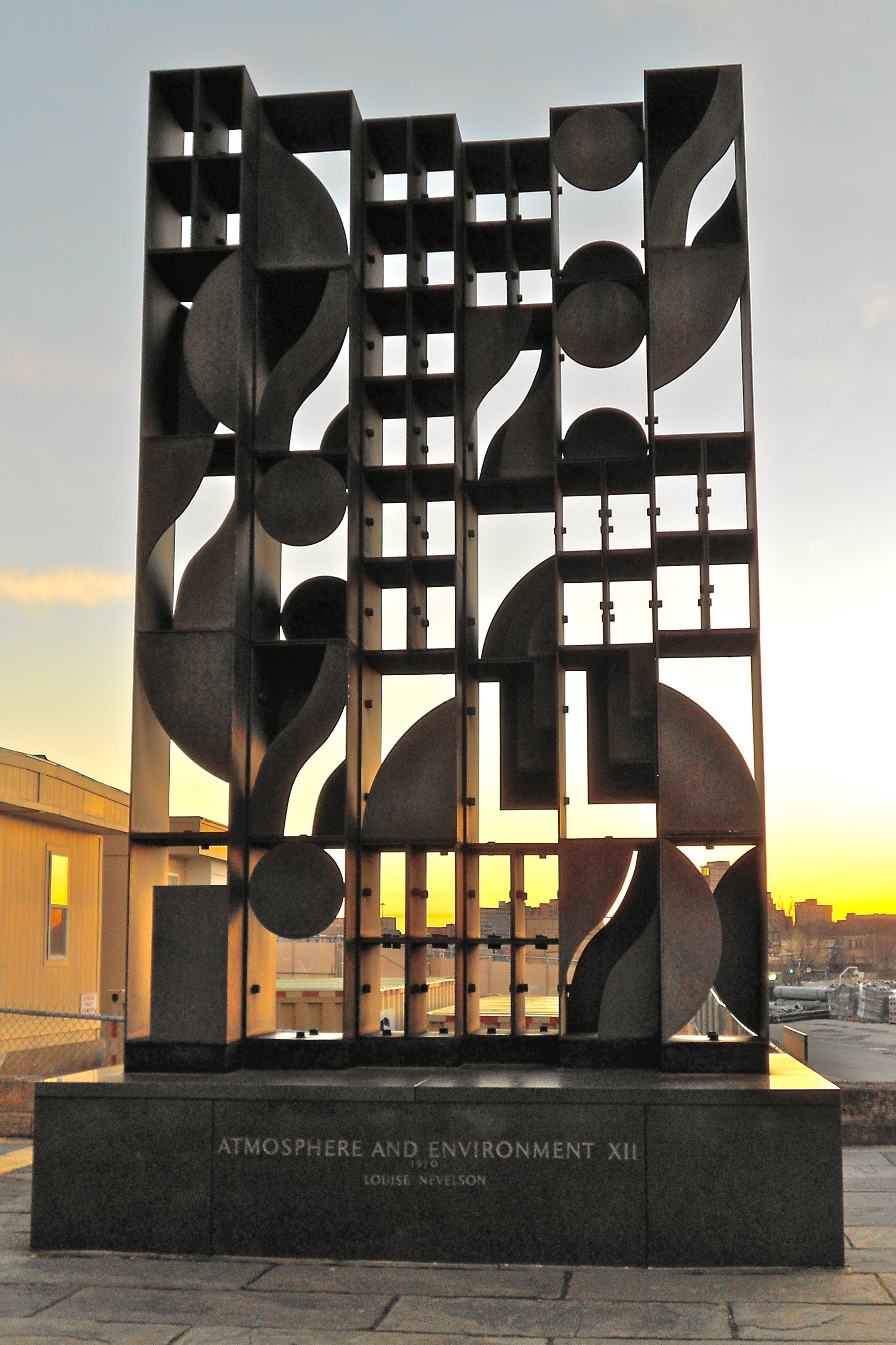
Louise Nevelson, Atmosfera ed ambiente XII, 1970

Di derivazione dadaista, consiste in una sorta di imitazione del museo: l'artista lavora sull'oggetto trovato, o su di un insieme di materiali molto diversi, che vengono sistemati in una scatola, all'interno di un mobile, in una mensola o in una vetrina.
In questi casi gli oggetti non vengono più scelti per la loro "democraticità", ossia la loro "capacità di prestarsi a un'utenza", bensì selezionati in quanto "rari, preziosi, esotici" e "chiusi in una loro particolare perfezione e pregnanza di significato". Tali oggetti derivano dal "gusto del collezionismo" e dell'assemblage "squisito", alla ricerca di "sottili e segrete corrispondenze" che richiedono "luoghi congeniali" tali da suggerire "un'idea di rinchiuso, di privato, di protetto". I bordi assumono il ruolo avuto per secoli dalla cornice; in alcuni casi vere e proprie sculture si sviluppano in seno all'opera, in forme oscillanti fra astrazione ed identificazione, come nei lavori di Louise Nevelson, all'incirca contemporanei alle composizioni di Rauschenberg.
L'esempio iniziale è la Scatola in una valigia di Marcel Duchamp, sulla scia del quale altri autori ne hanno prodotte. Fra questi Elisa Breton, Mimi Parent e diversi artisti statunitensi, fra i quali in particolare Joseph Cornell. Le scatole di Cornell si identificano alla forma antica del reliquiario, che imitano discretamente tesaurizzando minuscoli e preziosi frammenti. In alcune la forma coincide con il contenuto in maniera sottilmente ironica.

### Installazione

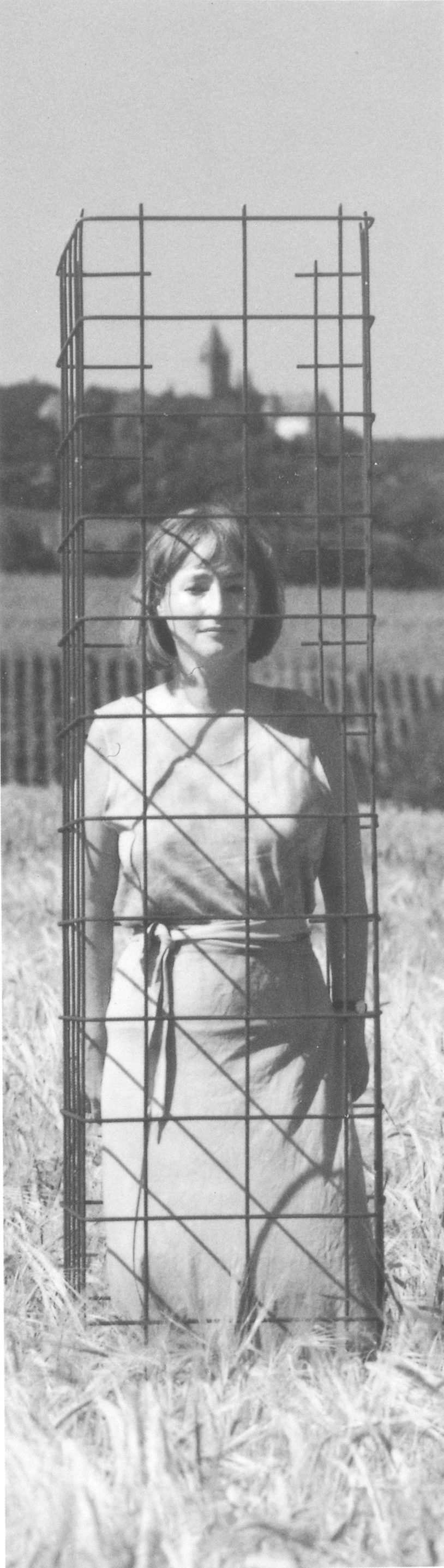
Ursula Stock, La casa di Stock, 1987

Originariamente il termine è stato utilizzato per descrivere il processo di sistemazione delle opere nelle gallerie d'arte; in seguito è diventato definizione di una specifica espressione artistica, nella quale la collocazione è parte integrante dell'opera in essa contenuta. Per tale motivo le installazioni permanenti sono spesso create per le collezioni private.
Si tratta di una forma espressiva che oltrepassa il potere comunicativo del frammento isolato o dell'opera singola, utilizzata soprattutto nel corso delle esposizioni surrealiste storiche degli anni trenta e quaranta. In particolare le più spettacolari sono quelle ideate da Duchamp in occasione delle mostre di Parigi nel 1938 e di New York nel 1942.
Nella prima delle esposizioni citate è ricreata l'atmosfera propria del sogno: vicino ai quadri vi sono oggetti quotidiani, il pavimento è ricoperto di vegetazione rigogliosa, che circonda una sorta di laghetto artificiale. L'installazione nella stanza centrale, allestita da Duchamp con l'illuminazione ideata da Man Ray, è caratterizzata infatti dal pavimento melmoso e dallo stagno artificiale elaborati da Paalen, sovrastati dai sacchi di carbone vuoti a copertura del soffitto. Molti oggetti sono visibili al centro della sala; alcuni dipinti sono esposti su porte girevoli. L'installazione tende a trasformare la galleria in grotta, in uno spazio impraticabile di cui si evidenzia l'estraneità, reso tuttavia "organico" dalla vegetazione. Mondo vivente ed oggetti inanimati sono associati in uno scambio fra natura ed artificio.
Nella mostra tenutasi presso la Whitelaw Reid Mansion di New York del 1942 Duchamp dispone una fine ragnatela fatta di cordicelle che collegano i quadri gli uni agli altri, formando una sorta di opera sull'opera. Il filo ostacola l'entrata delle sale, alle quali sembra vietare l'accesso, e conferisce alle opere un carattere introverso, un'esistenza autonoma rispetto all'osservatore, che resta irretito nella tela.
Le esposizioni organizzate da Breton creano anzitutto degli accostamenti, ed hanno un carattere molto diverso dal gusto dell'accumulo dei dadaisti. Nella esposizione di oggetti del 1936, con oggetti appartenenti sia all'arte sia alla natura, sia antichi sia moderni, l'installazione racchiude in sé la poetica surrealista.

### Quadro-oggetto
Sulla scia di De Chirico, che dipinge frutti, manichini, oggetti, quadri nel quadro, il quadro oggetto riproduce e rielabora la realtà; l'oggetto può anche essere assemblato alla tela anziché ritratto. Emblematico, in particolare, il quadro-finestra di Magritte, "icona ricorrente" nonché "metafora ossessiva", ripresa da temi cari a Breton e con la quale viene capovolto il postulato fondamentale della prospettiva albertiana: il quadro continua ad essere interpretato come una "finestra che dà su una rappresentazione", ma la finestra surrealista si affaccia all'interno anziché all'esterno.
I quadri-oggetto di Miró, ad esempio, come i collage dello stesso autore, contengono un'unica "intenzione critica: la decostruzione del codice della pittura come codice della rappresentazione", ossia l'elaborazione del linguaggio pittorico.
L'origine, ancora una volta, va ricercata in Duchamp, che nel 1918 dipinge Tu m', opera definita dallo stesso artista «un dizionario delle principali idee antecedenti al 1918: ready-mades, stoppages-étalon, strappo, pennello, ombre portate, prospettiva». Il quadro consiste in un collage cui sono stati aggiunti oggetti veri: un pennello e una spilla da balia. Il quadro-oggetto viene adottato anche da altre avanguardie con Picabia, e successivamente da Max Ernst e da altri artisti, rielaborato alla maniera surrealista. Due bambini sono minacciati da un usignolo, visibile al MoMA, è un esempio di quadro-oggetto ad opera di Max Ernst.
Il quadro viene presentato come "enigma", "rebus o test: le immagini agiscono in funzione di stimolo, sono dirette a porre un problema e a sollecitare la risposta-soluzione". Ad esempio il dipinto di una pipa con accanto la frase Ceci n'est pas une pipe (Questa non è una pipa) di Magritte effettua una "serie di investigazioni sul linguaggio della pittura", uno "scollamento tra immagine e parola, tra denominazione visiva e denominazione verbale, sconfessando il ruolo assertivo tradizionalmente attribuito al quadro". Ciò che conta infatti "è il procedimento intellettuale che l'opera fa scattare nella mente dell'osservatore, sconvolgendone le tranquille aspettative teoriche e visive".

### Libro-oggetto
Il libro viene rivisitato quale spazio di sperimentazione di testo e di immagini all'interno dell'estetica surrealista. Tale spazio viene frammentato in vari modi e la frammentazione oltrepassa i limiti della scrittura e dell'iconografia in diverse maniere. Gli artisti si appropriano del libro quale oggetto, offrendo l'idea dell'opera d'arte che trascende i confini fra generi artistici differenti ed i relativi mezzi d'espressione.
Fino alla fine del XIX secolo le immagini hanno il mero scopo di illustrare il testo, ma già con Rimbaud, Mallarmé e Cézanne poeti e pittori iniziano ad esplorare nuovi concetti dello spazio poetico e dell'autonomia della pittura. Si crea in tal modo un rapporto di collaborazione non più gerarchico in quello che viene definito livre d'artiste (libro d'artista) o livre de dialogue (libro di dialogo), talvolta composto anche da un unico autore, come nel caso dei romanzi-collage di Ernst.
Il libro oggetto si pone all'estremo limite del libro d'artista, citando e contemporaneamente opponendo resistenza alla forma ed alla funzione del libro stesso, di cui può rappresentare la distruzione, il sovvertimento ma anche il rinnovo, la sublimazione. Alcuni storici dell'arte lo considerano oggetto artistico, da conservare nei musei, altri invece oggetto per bibliofili e collezionisti di libri, e il dibattito resta aperto, così come il libro d'artista resta un genere aperto ad ogni innovazione.

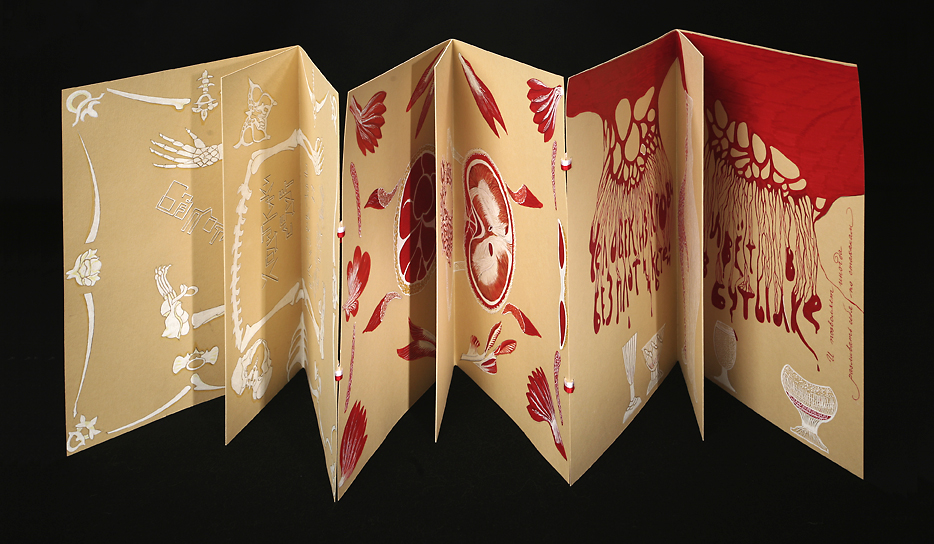
Tamara Ivanova, Gruppo MTM, Hans Arp. Un uomo, 2008. Disegno ad inchiostro e matita, con testi di Hans Arp tradotti in russo

Il libro viene considerato come oggetto surrealista anche per la fine esecuzione artigianale, per la particolare rilegatura che ne evidenzia le qualità tattili, e per l'edizione limitata; pur mantenendo una linea di continuità con il libro illustrato del XIX secolo, offre contenuti che invitano all'adozione di nuove modalità di lettura: una perlustrazione del volume, anche attraverso la sua reale fisicità, ed un frequente passaggio dal testo all'immagine per individuare i significati nascosti all'interno della pagina.
Le immagini sono sia collegate al testo, sia indipendenti da esso. Parole ed immagini tendono a preservare un equilibrio che varia in relazione ai contenuti, pur mantenendosi sempre a favore del senso derivante dall'intersezione fra testo e raffigurazione. Tale senso è talora immediato, quando immagini e testo si commentano a vicenda, e talora invece fa appello all'immaginazione del lettore-osservatore, che si cimenta in spazi sconosciuti nei quali immagini e testo si interrogano a vicenda.
Frequenti sono gli esempi di illustrazioni inserite nelle opere letterarie: da quelle di Max Ernst ad esempio per Péret, a quelle di Magritte e Man Ray per Éluard, a quelle di Masson per Aragon, Bataille e Leiris. Duchamp pubblica nel 1934 un libro-oggetto costituito da una "raccolta di riproduzioni di foglietti manoscritti, disegni e pitture" risalenti agli anni 1911-1915, che gli erano serviti per la composizione dell'opera Il grande vetro e che Breton analizza sul Minotaure.
Meno conosciuto è lo sviluppo del nuovo tipo di libro, concepito quale entità in cui testo ed immagine assicurano la continuità dei valori estetici e poetici del movimento, ad opera delle artiste surrealiste come Claude Cahun, Leonor Fini, Bona de Mandiargues, Unica Zürn. Fra queste, le autrici che utilizzano maggiormente tale forma espressiva stravolgendo la concezione tradizionale del libro illustrato, sono Lise Deharme, che considera il libro quale luogo di collaborazione e dialogo, e Gisèle Prassinos, che inserisce metamorfosi giocose nel libro-oggetto.

### Poesia-oggetto
La scrittura automatica è "concepita per essere un esercizio di oggettivazione" del "lirismo personale e soggettivo del tardo romanticismo e di un certo simbolismo", ovvero come "una materializzazione di fenomeni psichici". Gli oggetti vengono utilizzati, ad un tempo, quali strumenti di disgiunzione e di ricongiunzione fra "la scrittura e la rappresentazione plastica".

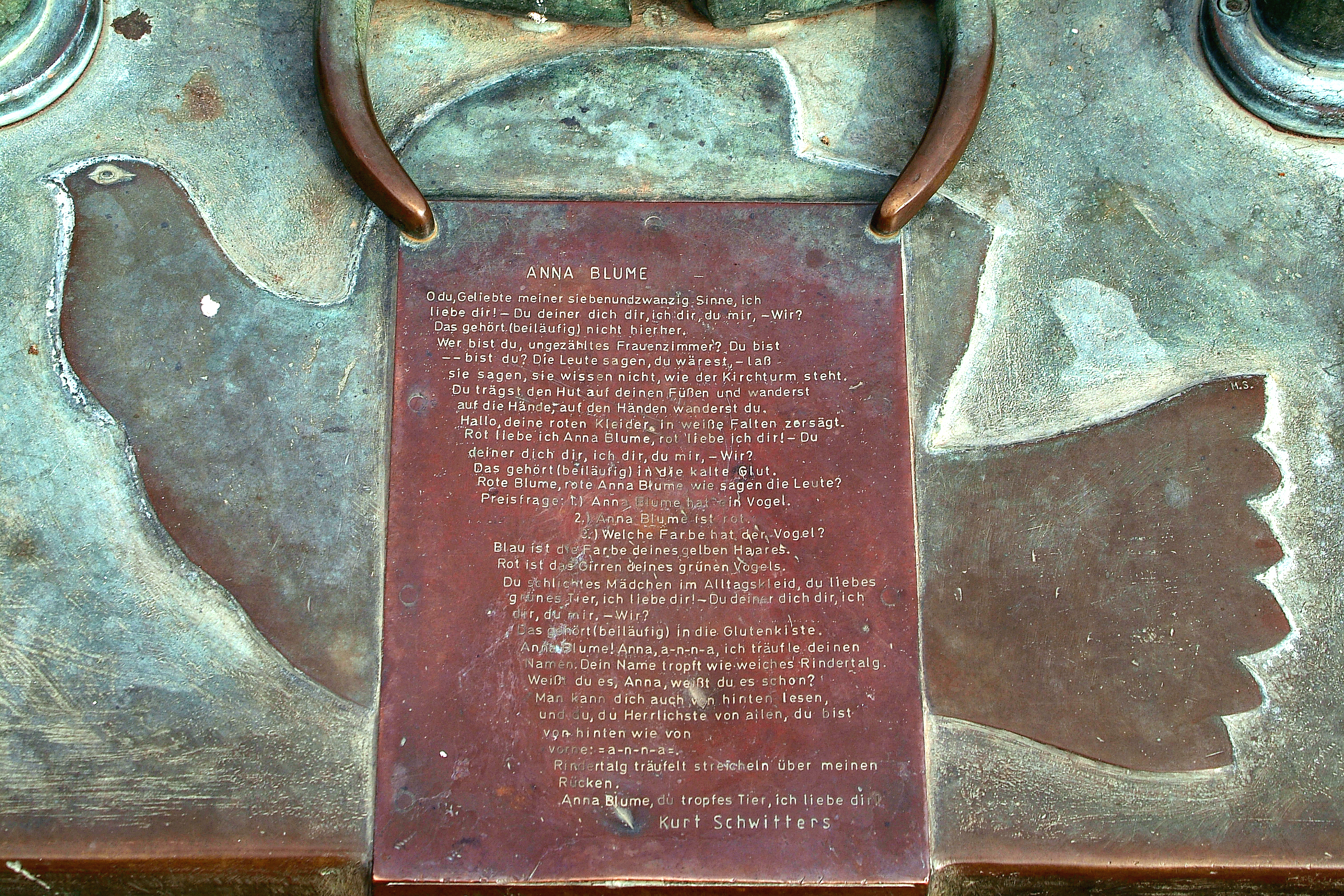
Kurt Schwitters, Poesia "Merz" Ad Anna Blume, 1919

Alla "poesia concreta o fisica è per certi aspetti riconducibile l'azione linguistica di Antonin Artaud, per il quale il corpo diventa sulla scena un materiale segnico, in una prospettiva che ricorda quella di Breton".
La poesia-oggetto è "una sorta di rilievo che incorpora gli oggetti nelle parole di una dichiarazione poetica per costituire un insieme omogeneo" La poesia-oggetto è "prossima" al gioco del Cadavre exquis, equiparabile ad un "collage collettivo", ma "eseguita individualmente".
In Breton la scrittura è "chiamata a costituire l'oggetto", come dimostrano le sue poesie-oggetti (poèmes-objets), nelle quali l'oggetto banale viene trasformato in oggetto poetico. Si tratta di composizioni in cui Breton stesso afferma di «combinare le risorse della poesia e della plastica speculando sul loro potere d'esaltazione reciproca»; in esse si avverte come fra "le parole e gli oggetti avvengano scambi". Tuttavia per la loro comprensione è necessaria la guida dell'autore, che lascia comunque inspiegabile l'oggetto, in quanto la "scrittura può entrare in una trama di relazioni più o meno ramificata e orientata a produrre effetti di senso ben definiti". Esempi ne sono i bretoniani Lampe poème-objet (1944), costituita da versi scritti sopra una lampada, e Océan glacial, con versi scritti su di un pacchetto di sigarette. Alcune Poesie-oggetti di Breton sono state presentate all'Esposizione surrealista di oggetti di Parigi del 1936.

## Interpretazione della critica
Con il collage, l'assemblage ed il ready-made, l'opera d'arte divenuta tridimensionale ricerca il proprio contenitore. Il dipinto dismette il ruolo di rassicurante superficie liscia, e contemporaneamente l'isolamento, il carattere monumentale della figura scolpita sul piedistallo appaiono segni di una cultura desueta, accademica, che non corrisponde più al passo del mondo. Le mostre, spesso collettive, presentano opere che si sovrappongono allo spazio della galleria: le esposizioni dadaiste prima, e quelle surrealiste in seguito, perpetuano l'abitudine alla giustapposizione ed all'assemblage di opere composite; ciascuna oltrepassa i propri limiti, si appropria dello spazio intero. Influenzato dall'esempio dadaista, il desiderio che l'insieme prevalga sulle singole opere viene sostituito, nei surrealisti, da un ampliamento dell'orizzonte tematico.
L'oggetto diviene l'elemento principale della ricerca in seno alle avanguardie. La concezione artistica surrealista sovverte il corso della logica comune sostituendo ad essa quella dell'immaginazione. Il caso, l'atto involontario divengono regola suprema per la creazione. La giustapposizione degli oggetti in varie forme, il disorientamento continuo e la costituzione incessante di un nuovo ordine richiedono una visione priva di pregiudizi, una capacità analogica e combinatoria, una familiarità con i meccanismi dell'associazione e della collezione. Per entrare nella collezione l'oggetto deve perdere il valore utilitario, sbarazzarsi delle funzioni originarie per creare un rapporto più intimo con i propri simili. L'opera trova la propria coerenza formale e semantica attraverso una sintassi associativa con la quale si attiva il funzionamento della sequenza di analogie o di differenze.
L'oggetto può essere così "investito di valenze" e contribuire a plasmare la "sensibilità culturale e fantastica di un'epoca", trovandosi quindi associato "ad un ruolo demiurgico", tale da consentirne il "rapporto privilegiato con il meraviglioso".
Da esterno, quotidiano e banale, l'oggetto viene interiorizzato e funge da stimolo per ricreare la realtà attraverso un processo di "ridistribuzione semantica", di "decontestualizzazione e di iscrizione in un altro contesto", con la quale il surrealismo si pone nei confronti della cultura contemporanea. Breton nel 1941, in Genèse, scrive che l'oggetto esterno si distacca dal suo campo abituale e le parti che lo costituiscono tendono ad emanciparsi, «tanto da stabilire con altri elementi rapporti interamente nuovi, sfuggendo al principio di realtà, ma mostrandosi egualmente importanti sul piano reale». La "coscienza poetica degli oggetti", che Breton pone alla base della stessa poetica surrealista, equivale alla riduzione a metafora dell'oggetto. Del resto è "proprio nel quotidiano che si possono percepire i segni dell'estraneità".
La scoperta dell'oggetto attraverso il sogno crea la trouvaille, ossia l'incontro casuale dell'oggetto con chi lo cerca; in realtà si tratta di un ritrovamento, in quanto "la scoperta dell'oggetto nella scena onirica e la sua perdita nel trauma del risveglio" producono un'attesa che spinge alla ricerca dell'oggetto nella realtà.

Tale oggetto, rimasto inizialmente sospeso tra coscienza ed inconscio, diviene quindi "oggetto trovato" ed assume la "veste di significante puro", dal quale possono scaturire e diramare nuove associazioni, in un "percorso di ascesa dal banale verso il non banale", come "passaggio dal dentro al fuori, cioè da una virtualità a un'attualità". In un passo de L'Amour fou, Breton registra come 
(André Breton, L'Amour fou)
 L'attesa viene superata dall'effetto prodotto dall'oggetto, suscitando sorpresa: sorpresa che Lacan definisce, al pari del lapsus, come qualcosa che chiede di venire realizzato.

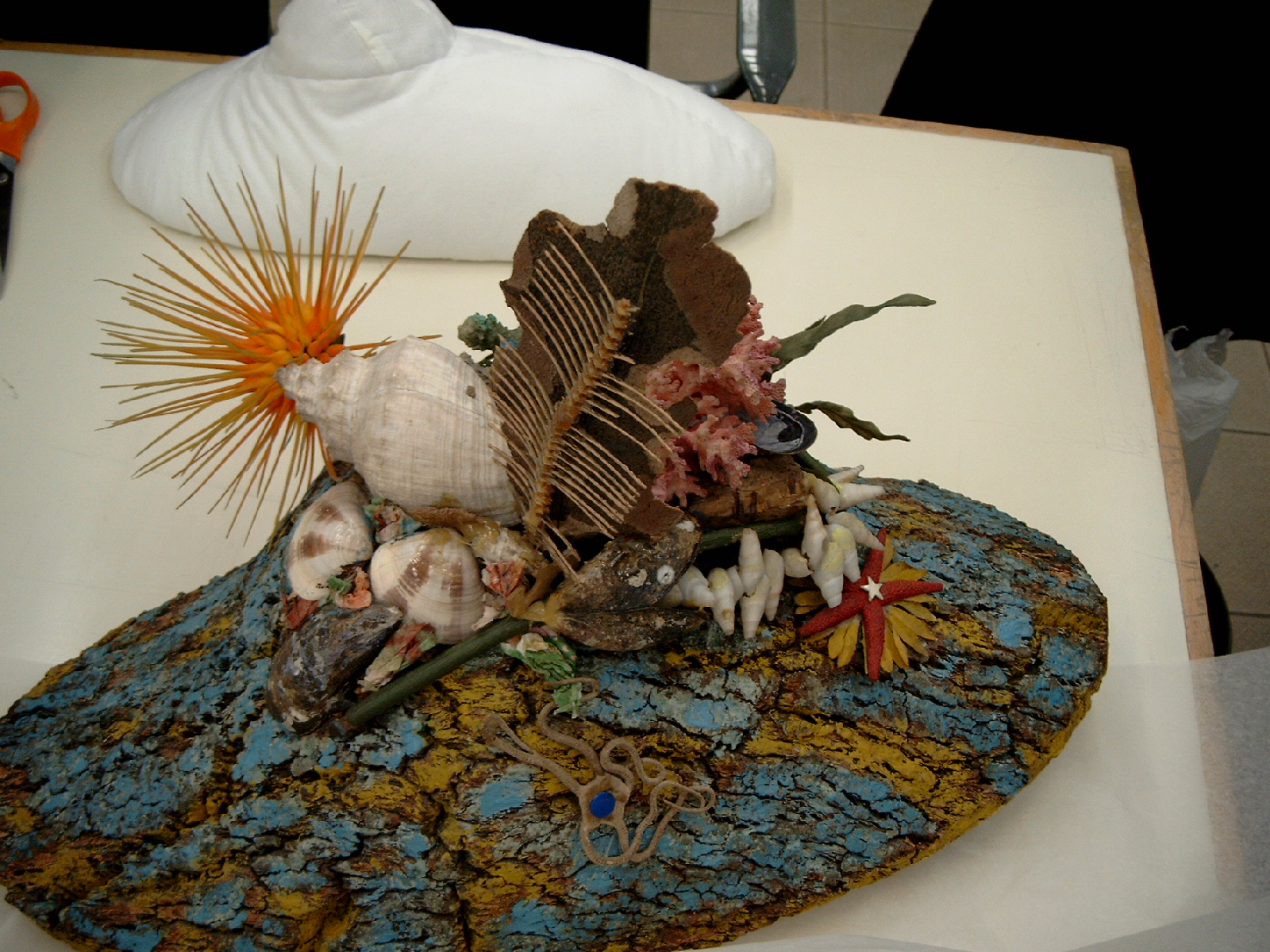
Eileen Agar, Cappello per mangiare la "bouillabaisse", zuppa di pesce marsigliese, 1937

Per contro, accanto al "topos dell'ascesa" Breton considera anche quello "dell'insignificanza e dell'estraneità pura". Gli oggetti in questo caso restano all'esterno dell'esperienza antropocentrica e comprensibile, pur appartenendo al quotidiano, e diventano inquietanti, come teorizzato da Freud in Das Unheimliche. Soprattutto nella relazione con gli oggetti i surrealisti "manifestano la loro presa profonda e quasi feticistica della materia".
Il riunire liberamente e nello stesso luogo dei materiali di natura, di epoche e di Paesi diversi, come avviene nell'assemblage, è stato a lungo prerogativa dei collezionisti. Nella collezione e nell'assemblage l'oggetto viene dotato di nuove radici, di un nuovo spessore semantico ed acquisisce maggiore forza espressiva a contatto di tutto ciò che lo circonda. L'assemblage applicato allo spazio libera il dominio del sogno e dell'immaginazione e ne permette la visualizzazione. Nel sogno come nella collezione ogni oggetto aggiunto modifica i precedenti, provocando uno stato di perpetua fluttuazione, un'atmosfera sospesa nella quale ogni cosa è alterata. Le leggi del mondo ed il funzionamento degli oggetti quotidiani sono completamente stravolti.
La collezione, a partire dal XVI secolo, ha portato alla scoperta di nuovi mondi, come quello della Wunderkammer, trasformando l'insieme degli oggetti in un'espressione di segni: l'immagine si combina con altre e disorienta. Ars combinatoria e disorientamento provengono da una lunga tradizione dell'amore per il grottesco e per il meraviglioso e, passando attraverso il romanticismo, trovano vasta eco nell'arte del Novecento. Ispirandosi al concetto surrealista dell'ars combinatoria, la collaborazione fra artisti si evolve verso forme espressive nuove, come ad esempio il livre d'artiste, il libro d'arte.
Distaccandosi radicalmente dalla produzione poetica d'inizio Novecento, il poeta surrealista ha un "ruolo neutro di testimone" nel registrare l'immagine che scaturisce non più da "una ricerca di corrispondenze segrete fra due oggetti distanti fra loro", bensì da una "collisione fortuita e improvvisa".
L'immagine surrealista va interpretata "nella forza della propria radicale arbitrarietà, e della capacità emotiva ed evocativa che tale arbitrarietà provoca". Il microcosmo creato dalla collezione o dall'assemblage è regolato da leggi proprie, dalla meraviglia e dall'immaginazione del collezionista o dell'artista, per i quali è fondamentale la scelta degli oggetti; pure il collage a tratti si collega allo spirito della collezione: piccole avventure particolari all'interno di un insieme, quale composizione di frammenti omogenei. Perfino Freud vive quotidianamente la collezione raccolta nel proprio studio come una potente metafora del lavoro di psicoanalisi.
Chiuso nel proprio studio, l'artista è già compreso all'interno di una collezione. Ha filtrato una grande parte di ciò che sarà poi trasformato in quadro, in assemblage, in collage, in scultura, o in ready-made. Prima di tutto l'oggetto trovato, l'objet trouvé, viene trasportato nello studio, dove la realtà esterna gioca un ruolo potente. Gli artisti si rendono conto dei rischi di tale permeabilità, poiché la realtà esterna potrebbe riassorbire l'oggetto.
Il mondo esteriore è sentito come una minaccia e induce i surrealisti alla rimaterializzazione della realtà fisica sia attraverso la scrittura automatica, sia attraverso la creazione degli oggetti: "non un'evasione e un distacco dalla realtà, ma una sua più profonda penetrazione". Anche il concetto di humour, cui l'oggetto è strettamente legato, difende parimenti dalle minacce esterne.
Nel momento in cui la crisi della scrittura automatica e, per conseguenza, del primo gruppo surrealista, comporta una mutazione dell'oggetto, Breton trasforma quest'ultimo in un "destinatario di tutte le domande" di carattere esistenziale, alle quali tuttavia, per sua natura, l'oggetto non è in grado di fornire risposta, ma anzi le moltiplica all'infinito. Gli oggetti sono trasformati in "presenze virtuali e ostili", in grado di aggredire potenzialmente gli oggetti quotidiani per contestarne l'adattamento alla realtà che li ha generati.
Anche un quadro, ad esempio, è un oggetto destinato ad uscire dallo studio dell'artista ed a circolare per il mondo, ma a differenza degli oggetti di fabbricazione industriale gli oggetti-quadri "salgono dall'inconscio": non sono funzionali ma possono dirsi strumentali in quanto l'inconscio necessita di strumenti per realizzarsi. Attraverso l'automatismo psichico il surrealismo "tende ad una provocazione, quasi di reazioni, anzi rivelazioni, psichiche a catena".
Se, attraverso le esposizioni internazionali, "l'itinerario dell'oggetto è quello di un ritorno alla rappresentazione", le regole sulle quali quest'ultima si basa subiscono in realtà una "decostruzione", alla pari di quelle della "consumazione dell'oggetto d'arte". Infatti "la scenografia perversa sprofonda lo spettatore nelle sue rappresentazioni, in quel ruolo di consumatore di visioni che è tipico dell'uomo occidentale", che è "innanzitutto un modo di consumare simboli, elaborando attraverso di essi percorsi rituali e modelli totali". I surrealisti, trasformando il "valore d'uso"  dell'oggetto, sottintendono una critica della società consumistica, e compiono un'"operazione demistificatrice" quando all'apparenza ricorrono ad un "gusto considerato deprecabile", sfruttandolo in maniera rivoluzionaria.

### Il rapporto soggetto-oggetto
Tra il soggetto e l'oggetto si instaura un "rapporto percettivo-conoscitivo" di particolare importanza nei pittori e negli scultori, come nel caso di Bellmer. L'appropriazione dell'oggetto da parte del soggetto prevede la possibilità di incorporare il primo nel secondo, in base ad un desiderio narcisistico di identificazione. Nel caso in cui il rapporto sia estraniante, tuttavia, il risultato è una ferita narcisistica, che può portare come limite estremo al frazionamento del soggetto. Prima di raggiungere tale limite vi è quello di una "schizofrenizzazione" dell'oggetto, alla quale Breton reagisce ponendo l'accento sul sogno, Dalí sul fantasma. "E intanto l'oggetto tace".
In particolare, Dalí si sofferma sugli oggetti "a funzionamento simbolico", costituiti da un minimo di funzionamento meccanico e basati su fantasmi e rappresentazioni che possono essere messi in moto da atti inconsci. Tale definizione prevede il ricorso "all'immaginario come ordine di relazioni in cui è implicato il fantasma, doppione da cui la coscienza non arriva a distinguersi.
Gli oggetti surrealisti di questo tipo tendono a restare sospesi fra il simbolo ed il funzionamento, in quanto avviano "un processo di simbolizzazione il cui compimento sarebbe figurato dal suo accesso all'ordine del linguaggio e al ritualismo sociale complesso", che li reintegrerebbe nell'uso quotidiano, il quale invece resta potenziale. Inoltre l'interpretazione dello spettatore, diversa da quella dell'artista, aggiunge un'ulteriore codifica, una "forma di razionalizzazione" che finisce per rendere l'oggetto idoneo a qualsiasi valenza e quindi inutile. Di conseguenza viene preclusa ogni possibilità di identificazione narcisistica.
Il richiamo del mito di Narciso vale anche per ciò che Bachelard definisce "gesto-boomerang", ossia il parlare di un oggetto con l'intenzione di "essere oggettivi": in realtà invece "il soggetto non solo torna in prima persona a tratteggiarsi e a riproporsi, a proiettarsi, ma l'unica realtà oggettiva nel gioco resta il gesto-boomerang" che "connota l'assenza di oggettività" e di conseguenza la "serie delle metafore dell'io, corpo, desiderio".
Nel rapporto fra conscio e inconscio, "il modo di presenza dell'alterità non può dipendere che da un ordine-disordine interno al soggetto". Tuttavia quella che è stata considerata una contraddizione, una negatività, può al contrario essere vista come il maggiore atto di ribellione del surrealismo nei confronti della società. L'oggetto si inserisce quale "svalutazione del mito del sublime", veicolando significati che la Storia, per autodifesa, non accetta, in quanto si tratta di "oggetti irriducibili alla sua logica", che vengono quindi considerati fallimentari e superati. L'attività surrealista, infatti, "diventa un singolare gesto antropologico, che esclude la visualizzazione d'una totalità utopica della Storia, deborda dagli stretti limiti d'una ricerca poetica e dalla sua tentazione di totalità".
In Breton e nei surrealisti il rapporto fra il soggetto e l'oggetto tende a "soggettivizzare" l'oggetto stesso e, in generale, il mondo, ma attraverso questa relazione le cose "assumono maggiore concretezza" poiché "si trasformano in figure del senso". A proposito di Masson Breton afferma che "niente di ciò che ci attornia è per noi oggetto, tutto è soggetto".
Del resto, come i surrealisti hanno dimostrato con il concreto impegno politico in difesa della libertà, il ricorso al sogno ed all'inconscio non hai impedito loro di perdere mai di vista la realtà: non a caso il concetto base del surrealismo è che "per trasformare il mondo bisogna prima conoscerlo". Nel tempo "le opzioni fondamentali del surrealismo conservano tutta la loro carica eversiva perché esprimono le aspirazioni più profonde" dell'umanità.

## Alcune opere
L'opera di Giacometti L'heure des traces (L'ora delle tracce), costituita da una sfera di gesso e da una mezzaluna di metallo, può essere considerata "prototipo dell'oggetto surrealista". Osservandola, come commenta Dalí, lo spettatore sarebbe istintivamente portato a far oscillare la sfera, ma una corda ne impedisce il movimento libero.

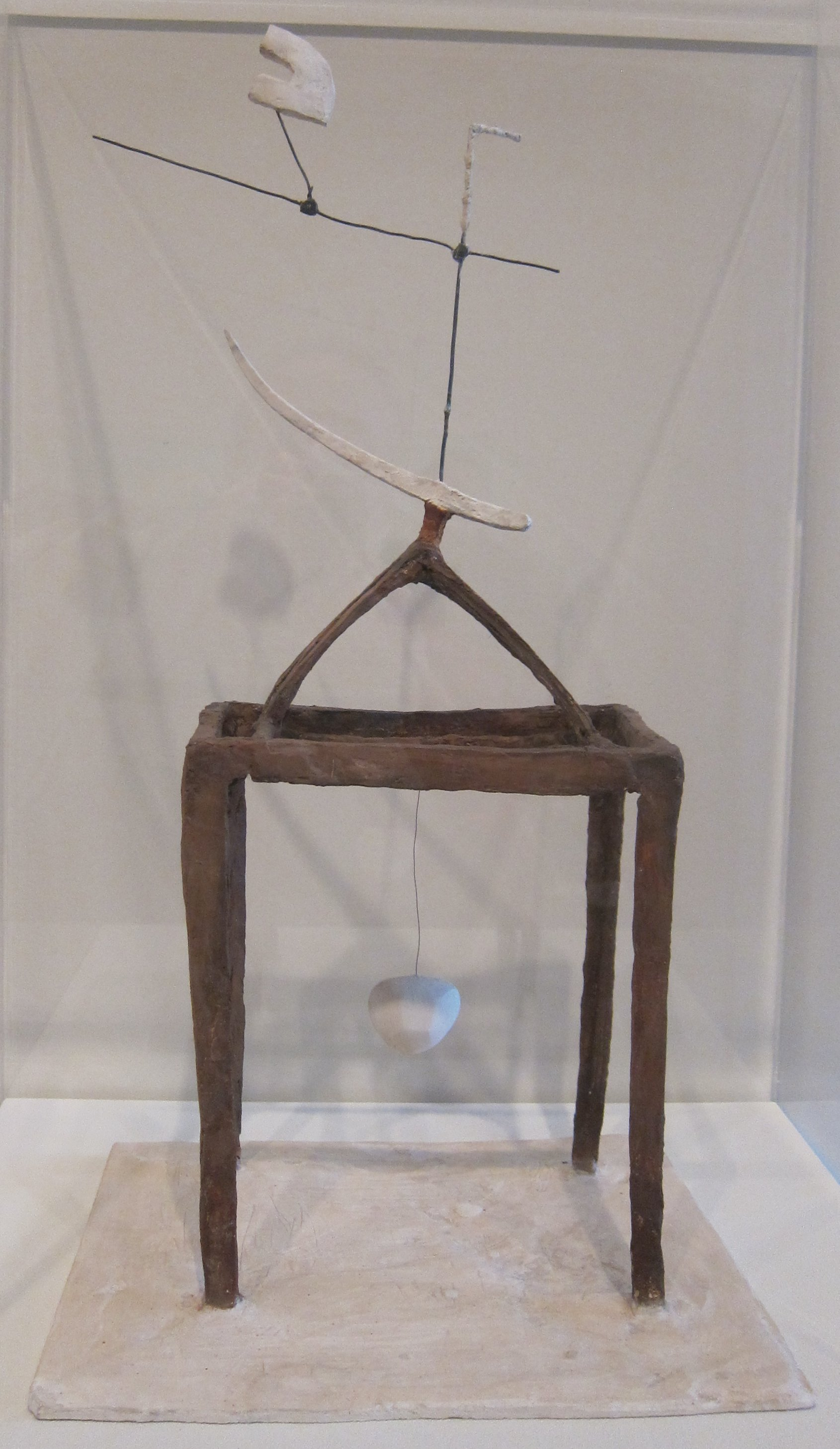
Alberto Giacometti,L'ora delle tracce, versione del 1939

 Durante la breve adesione al movimento surrealista, Giacometti produce una serie di oggetti che l'artista stesso dichiara dettati dal sogno e riflettenti il proprio mondo interiore.
Il primo oggetto surrealista creato da Dalí è La scarpa, esposto a Parigi nel 1932. L'autore stesso la descrive: «Una scarpa da donna, dentro la quale è stato posto un bicchiere di latte tiepido, al centro di un impasto duttile di colore escrementale. Il meccanismo consiste nell'immergere un pezzo di zucchero sul quale è stata dipinta l'immagine di una scarpa, al fine d'osservare il disgregarsi dello zucchero, e di conseguenza dell'immagine della scarpa, nel latte. Diversi accessori (peli di pube incollati su un pezzo di zucchero, piccola foto erotica) completano l'oggetto, che è altresí accompagnato da una scatola di zucchero di ricambio e da un cucchiaio speciale che serve a smuovere dei granelli di piombo dentro la scarpa».

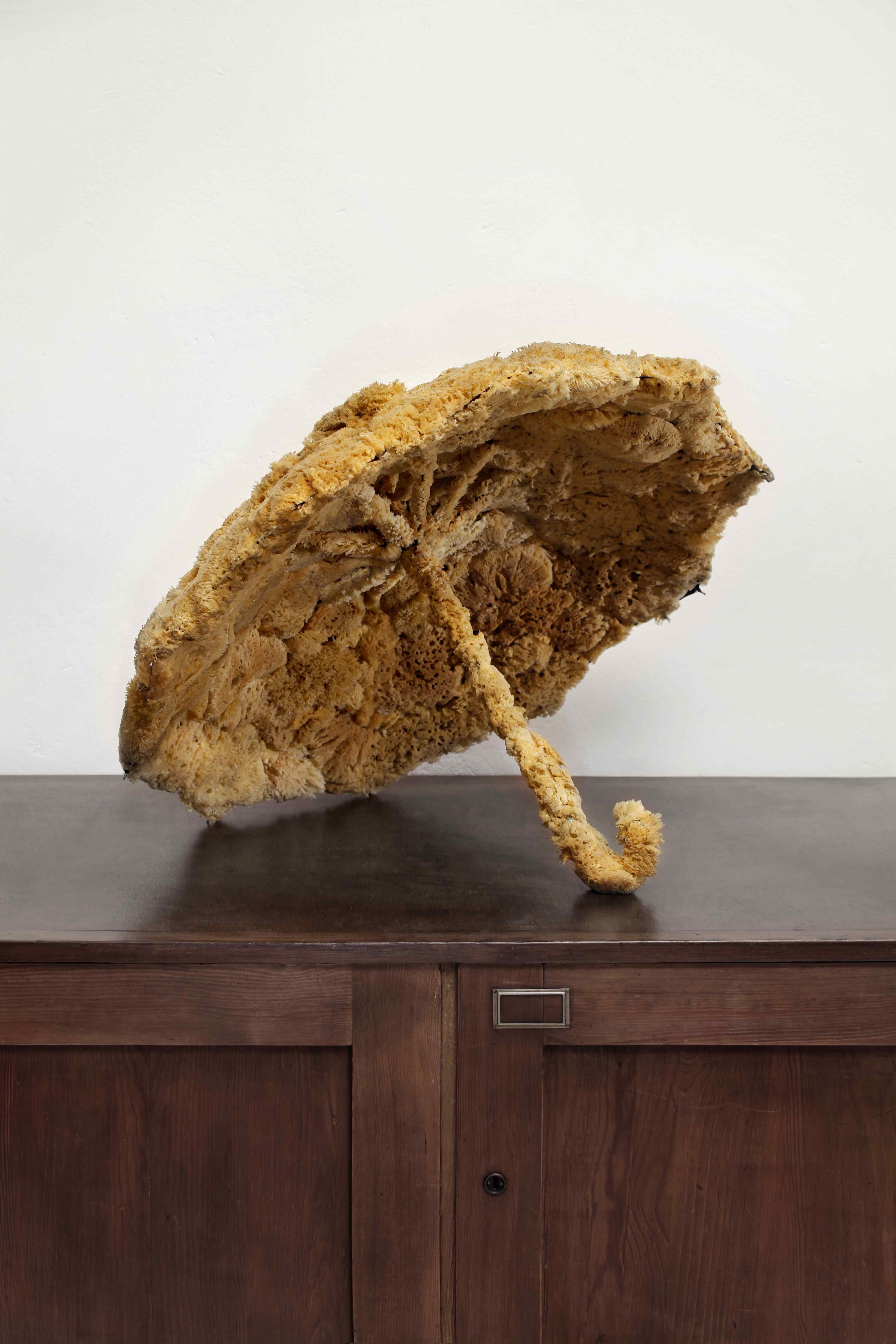
Wolfgang Paalen, Nube articolata, 1937

Sempre di Dalí è la descrizione di una costruzione di Breton del 1931, "oggetto a funzionamento simbolico" intitolato Selle, sphère et feuillage (Sella, sfera e fogliame): «Su una piccola sella di bicicletta è posto un ricettacolo di terracotta pieno di tabacco, sulla cui sommità riposano due lunghi confetti rosa. Una sfera di legno levigato che può girare nell'asse della sella, mette in contatto, nel corso di questo spostamento, la punta di questa con due antenne di celluloide arancione. Questa sfera è collegata per mezzo di due bracci di uguale sostanza a una clessidra disposta orizzontalmente (in modo da evitare che la sabbia scorra) e un campanello di bicicletta che dovrebbe entrare in azione nel momento in cui viene proiettato nell'asse un confetto verde per mezzo d'una fionda situata dietro la sella. Il tutto è montato su una tavola ricoperta di vegetazione silvestre che lascia intravedere qua e là una pavimentazione fatta di inneschi. Uno degli angoli, più folto degli altri, è occupato da un libretto scolpito in alabastro la cui copertina è decorata con una fotografia sotto vetro della torre di Pisa, presso la quale si scopre, scostando il fogliame, un innesco, il solo scoppiato, sotto un piede di cerbiatta».

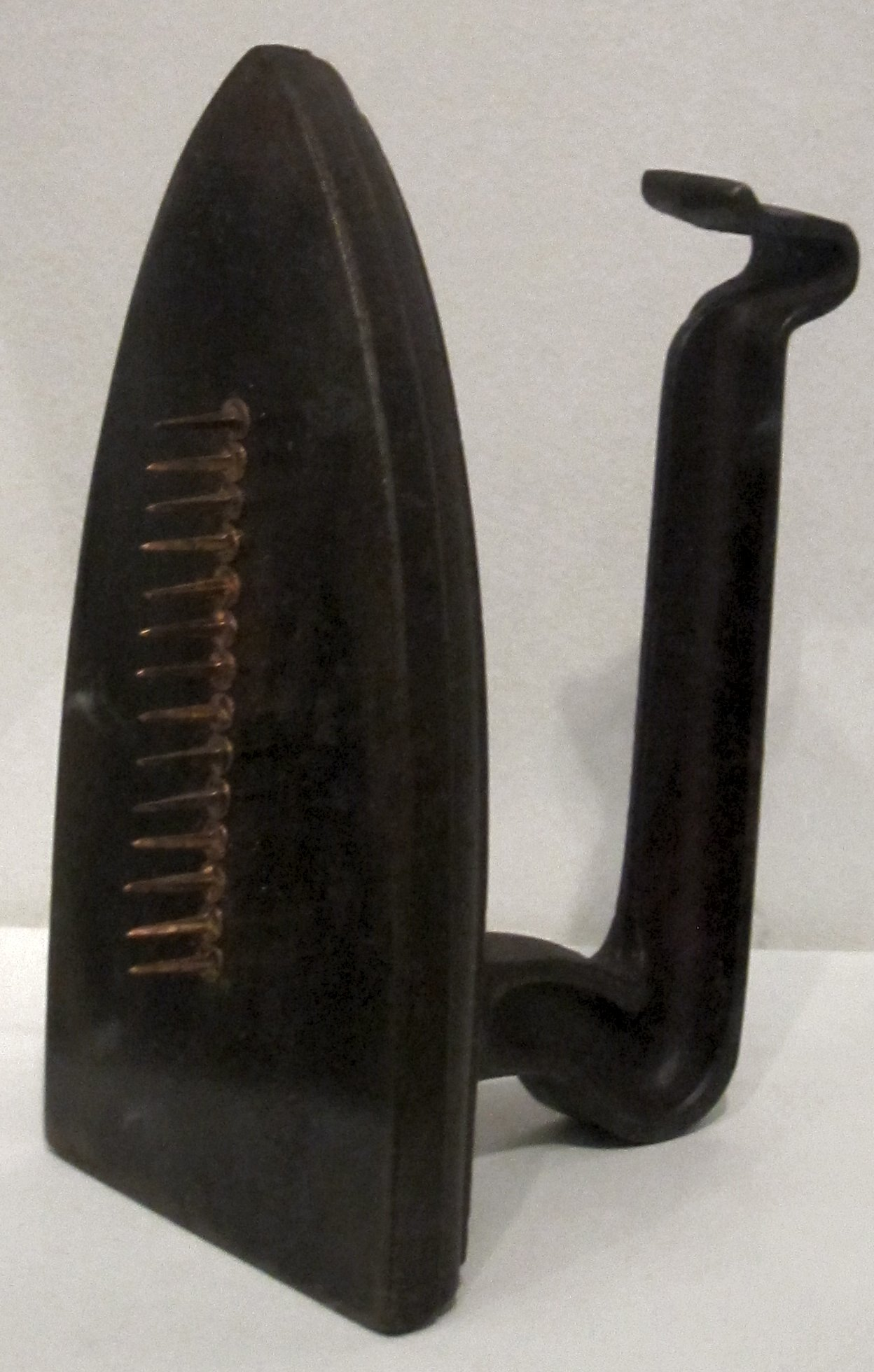
Man Ray, Regalo, 1921

Dalí è autore anche di molti manichini. In generale, installazioni e manichini sono stati abbondantemente utilizzati dai surrealisti nel corso delle esposizioni internazionali.
In particolare nella mostra internazionale surrealista del 1938 fra i molteplici oggetti esposti vi sono L'ultramobile di Seligmann, un sedile sostenuto da tre gambe femminili, la Forca-parafulmine di Paalen, un patibolo con parafulmine, Mai di Domínguez, costituito da una mano sopra un disco, la Semisfera rotante di Duchamp, il Servizio per colazione in pelliccia di Meret Oppenheim, l'ombrello di Paalen. Colazione in pelliccia viene classificato da alcuni critici come l'oggetto surrealista più noto: "un oggetto umile e familiare cui il capriccio del desiderio conferisce un aspetto sfarzoso".

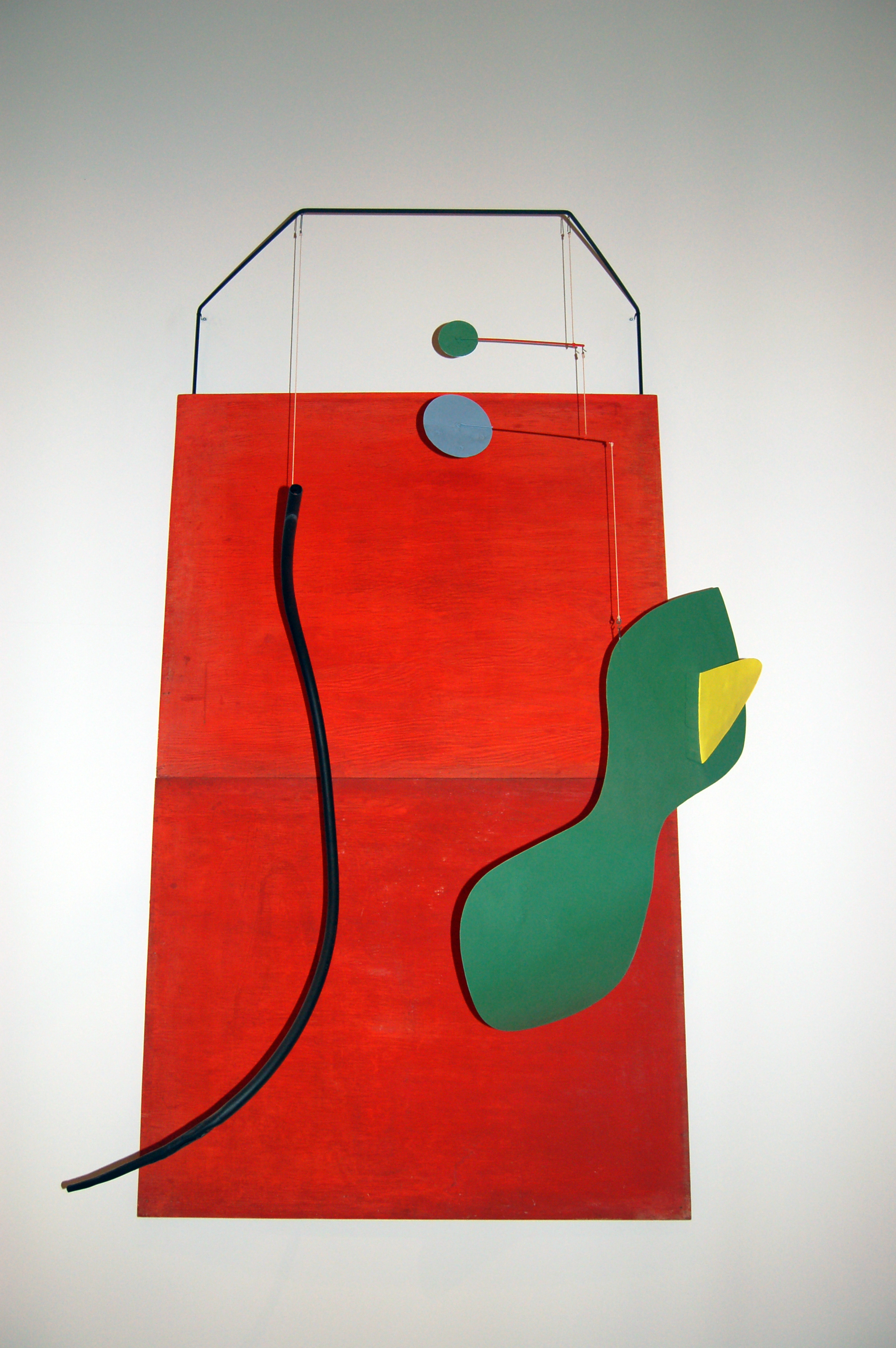
Alexander Calder, Pannello rosso, 1936

Vari oggetti sono stati eseguiti dagli artisti britannici Eileen Agar e Roland Penrose, entrambi fra gli espositori alla mostra internazionale surrealista di Londra del 1936, anno nel quale è stata dedicata interamente agli oggetti l'esposizione di Parigi, con opere di Duchamp, Dalí, Giacometti, Bellmer, Marcel Jean, Maurice Henry, Magritte, E. L. T. Mesens, Domínguez, Roland Penrose, Tanguy, Max Ernst, Calder, Man Ray, Meret Oppenheim e Jacqueline Lamba.
Fra gli artisti citati, Calder ha in sé l'"intenzione sarcastica che è propria dell'oggetto"; Man Ray è "uno dei più inventivi creatori di oggetti surrealisti". Quest'ultimo è autore di Cadeau (Regalo), "oggetto d'affezione" in base alla classificazione di Breton. La carica affettiva che tale classificazione sembra suggerire, tuttavia, è soltanto apparente: "un ferro da stiro di legno, messo in posizione verticale e irto di chiodi le cui punte sono rivolte contro lo spettatore, è accompagnato dal titolo ironico di Cadeau".
"L'artista americano ha voluto foggiare con i suoi 'oggetti d'affezione' delle 'semplici immagini plastiche' in cui le parole e le cose si combinano in modo inestricabilmente 'affettuoso', così da costituire la terza dimensione d'una poesia concreta o fisica in grado di sovvertire, insieme, il valore d'uso delle parole e delle cose", dando vita "in tal modo a un nuovo campo linguistico dotato di una semantica specifica". Come Duchamp, Man Ray ritiene che la realtà "si mette a fuoco da sé"; tuttavia, a differenza di Duchamp, Man Ray è convinto che nella costruzione dell'oggetto intervenga la casualità: un po' come accade con il rayogramma, l'immagine che si crea da sé in maniera causale. Alcuni oggetti di Man Ray sono stati riprodotti sulla rivista La révolution surréaliste.
Fra gli esempi di libro-oggetto Le Cœur de Pic (1937) di Lise Deharme, illustrato con le fotografie di Claude Cahun, offre una sorta di palcoscenico in cui il trompe-l'œil del fotomontaggio surrealista ricrea un falso senso di realtà che corrisponde a quello presentato nelle poesie. La collaborazione fra le due artiste facilita il dialogo fra le parole e le immagini, che risultano inseparabili e si riecheggiano a vicenda. L'opera nel suo insieme risulta frutto di un'unica espressione creativa.
Nel libro-oggetto Brelin le frou ou le Portrait de famille, interamente ad opera di Gisèle Prassinos e pubblicato nel 1975, la parola-immagine veicola significato e poesia, ma allude anche a qualcosa di nascosto che si può scoprire soltanto osservando con attenzione le immagini in relazione al testo loro collegato e vice versa.

### Alcune opere al MoMA
- Due bambini sono minacciati da un usignolo di Max Ernst[210]
- The Palace of Curtains, III di René Magritte[211]
- La Poupée di Hans Bellmer[212]
- Colazione in pelliccia di Meret Oppenheim[213]
- Taglioni's Jewel Casket di Joseph Cornell[214]